# Scaphocalyx parviflora
Scaphocalyx parviflora är en tvåhjärtbladig växtart som beskrevs av Henry Nicholas Ridley. Scaphocalyx parviflora ingår i släktet Scaphocalyx och familjen Achariaceae. Inga underarter finns listade i Catalogue of Life.